# Крампље
Крампље (словен. Kramplje) је насељено место у општини Блоке, Приморско-нотрањска регија, Словенија. 

## Историја
До територијалне реорганизације у Словенији било је у саставу општине Церкница.

## Становиништво
Према попису становништва 2011. године, Крампље је имало 7 становника.
| Број становника према пописима | Број становника према пописима | Број становника према пописима |
| ------------------------------ | ------------------------------ | ------------------------------ |
| 1991                           | 2002                           | 2011                           |
| 11                             | 9                              | 7                              |